# فرانسیسکو فارینیاس
فرانسیسکو فارینیاس (اسپانیایی: Francisco Fariñas‎؛ زادهٔ ۲ آوریل ۱۹۴۸) بازیکن فوتبال اهل کوبا بود.
وی همچنین در تیم ملی فوتبال کوبا بازی کرده‌است.